# Parco naturale regionale Costa Otranto-Santa Maria di Leuca e Bosco di Tricase

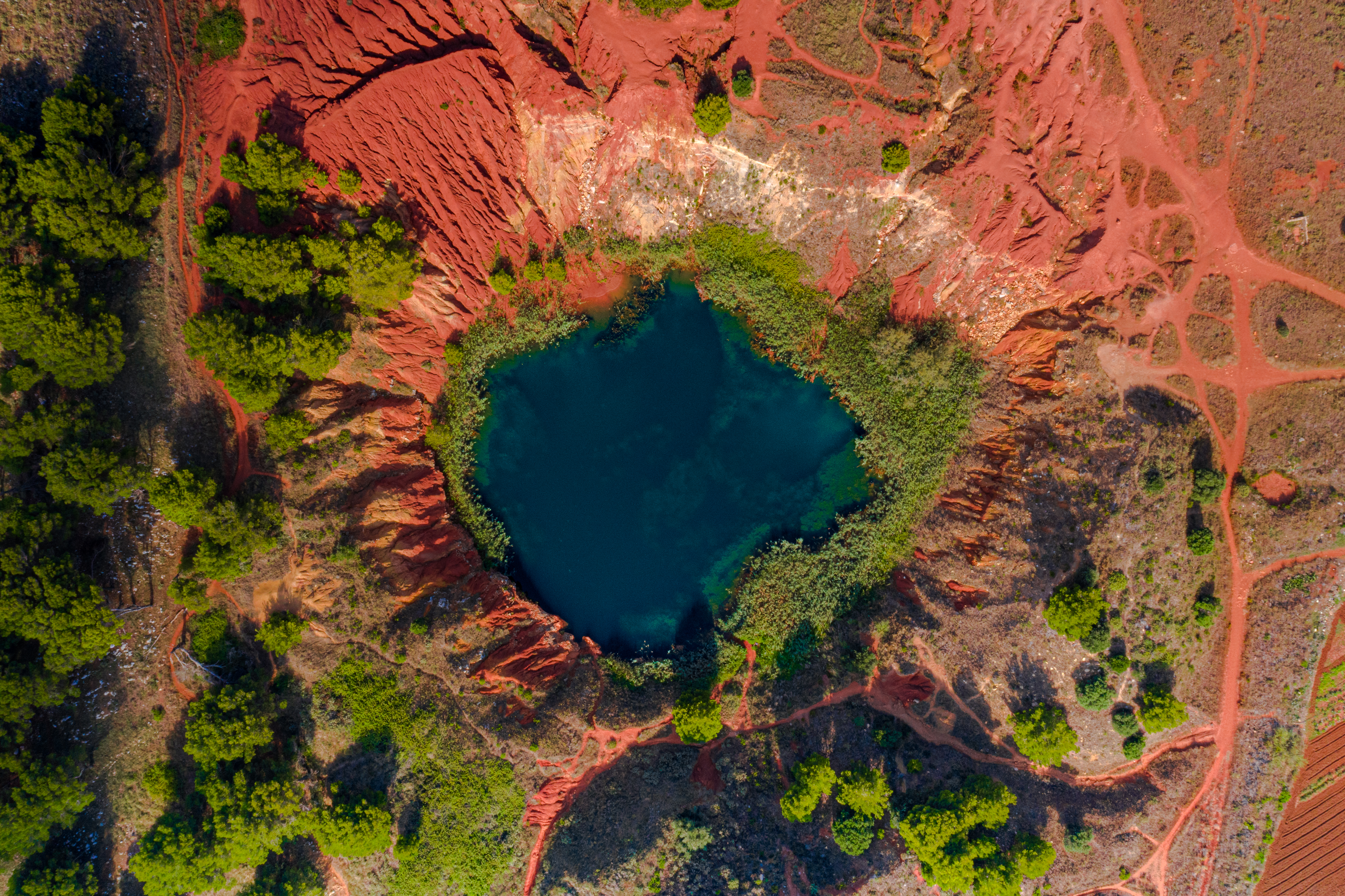
Lago Bauxite Otranto

Il parco naturale regionale Costa Otranto-Santa Maria di Leuca e Bosco di Tricase è un'area naturale protetta della Puglia istituita con la legge regionale del 26 ottobre 2006, n. 30.
L'8 febbraio 2008 il Consiglio provinciale della Provincia di Lecce ha approvato lo schema di atto costitutivo e lo statuto del Consorzio incaricato della gestione del parco, che avrà sede ad Andrano. Il Consorzio amministrerà il parco per almeno cinque anni, e comunque fino alla costituzione da parte della Provincia di Lecce dell'Ente di gestione delle aree protette. Il 29 luglio 2008 è stato costituito il Consorzio per la gestione del parco.

## Territorio
Il parco si estende sul territorio dei comuni di Alessano, Andrano, Castrignano del Capo, Castro, Corsano, Diso, Gagliano del Capo, Ortelle, Otranto, Santa Cesarea Terme, Tiggiano e Tricase. Il parco comprende anche la zona dove sorge il faro di Punta Palascìa, punto più orientale d'Italia.
L'istituzione dell'area protetta, dislocata lungo la costa orientale del Salento (costa alta a picco sul mare), mira a conservare e recuperare le specie animali e vegetali; salvaguardare i valori e i beni storico-architettonici; incrementare la superficie e migliorare la funzionalità ecologica degli ambienti naturali; introdurre misure di mobilità sostenibile; promuovere attività di educazione, di formazione e di ricerca scientifica ed attività ricreative sostenibili; promuovere e riqualificare infine le attività economiche compatibili, al fine di migliorare la qualità della vita delle popolazioni residenti.
Per queste motivazioni, sull'intero territorio dell'area protetta sono vietate le attività e le opere che possono compromettere la salvaguardia del paesaggio e degli ambienti naturali tutelati, con particolare riguardo alla flora e alla fauna protette e ai rispettivi habitat.
Fondamentale caratteristica di questo tratto di costa è la presenza di cavità legate al fenomeno del carsismo ed all'interazione di sorgenti costiere combinate con l'erosione provocata dal mare.
Tra le grotte più importanti sono da citare:
- la grotta dei Cervi;
- la grotta Romanelli;
- la grotta Zinzulusa.

In esse sono stati rinvenuti numerosi reperti fossili risalenti al paleolitico ed al neolitico.

## Flora
Da un punto di vista botanico, l'area è articolata in fasce parallele estese parallelamente alla linea di costa.
Nella prima fascia vi è una scarsa copertura vegetale. Le uniche specie a poter sopravvivere in questo habitat estremo sono quelle alofile, quali Limonium virgatum (limonio virgato),
Salicornia fruticosa (salicornia fruticosa),
Critmum maritimum (finocchio marino),
Capparis spinosa (cappero).
Le falesie rocciose sono popolate invece da una flora rupicola ricca di specie vegetali di grande rilevanza conservazionistica, e alcune di esse sono da considerare endemismi salentini; si tratta in particolare di 
Centaurea leucadea (fiordaliso di Leuca),
Centaurea nobilis (fiordaliso nobile),
Centaurea japigica (fiordaliso salentino),
Dianthus japigicus (garofanino salentino)
Vicia giacominiana (veccia di Giacomini)
si hanno anche specie di interesse fitogeografico, ad areale orientale, quali:
Aurinia leucadea (alisso di Leuca),
Campanula versicolor (campanula pugliese),
Ephedra campylopoda (efedra orientale),
Echinops spinosissimus (cardo pallottola),
Umbilicus cloranthus (ombelico di venere verdastro).
Più all'interno, a quote più alte, si trova un vasto altipiano roccioso caratterizzato da formazioni di pseudosteppa a Stipa austroitalica (lino delle fate) e Cymbopogon hirtus (barboncino mediterraneo), rientranti nella classe fitosociologica Thero-Brachypodietea, habitat prioritario della Direttiva Habitat 92/43 CEE, e di gariga
Nella zona sono presenti inoltre la macchia mediterranea, caratterizzata dalla presenza di quercia spinosa (splendida quella in località Le Orte) e boschetti a quercia vallonea e leccio.

## Fauna
L'area è interessata da un notevole passaggio migratorio delle seguenti specie di uccelli:
- Tetrax tetrax
- Circus cyaneus
- Circus macrourus
- Ichthyaetus melanocephalus
- Pandion haliaetus
- Circus aeruginosus
- Circus pygargus.

Diverse cavità carsiche ospitano rare cenosi ipogee e numerose specie di invertebrati endemici.